# Sergio Araujo
Sergio Ezequiel Araujo (Neuquén, Argentina, 28 de gener de 1992) és un futbolista argentí que juga com a davanter a l'AEK Atenes FC.

## Trajectòria

### Boca Juniors
El seu primer club fou el Buca Juniors, on feu totes les seves inferiors. Debutà a primera divisió sota la direcció tècnica d'Alfio Basile a l'última data del Torneig Apertura 2009 contra el Banfield, a la segona part del partit. Amb l'arribada de Claudio Borghi com a director tècnic, Araujo començà a tenir més partits amb la primera. Jugà part del tour per Oceania, amb expectativa dels dirigents que fos un futur crac i anava a la banqueta sempre com a alternativa a l'atac xeneize.
El 21 de novembre de 2010 contra l'Arsenal FC de Sarandí aconseguí marcar el seu primer gol en la màxima categoria.
El 2012 disputà el seu primer partit de l'any jugant com a titular a la copa argentina contra el Central Córdoba de Rosario, on marcà un gol.

### FC Barcelona B
El juliol del 2012 fou cedit per dos anys al Futbol Club Barcelona. Va passar correctament el reconeixement mèdic i signà el contracte. El preu de la cessió fou de 800.000 € i inclou una opció de compra de setze milions. L'1 de desembre del 2012 marcà els seus primers gols amb el club català.

### CA Tigre
Després d'acabar el préstec i, en saber que Carlos Bianchi no el tindria en compte, és cedit al Club Atlético Tigre per un any.

## Internacional

### Selecció sub-17
Jugà al Campionat Sud-americà sub-17 del 2009. També va disputar la Copa del Món de futbol sub-17 del 2009. En tots dos tornejos marcà tres gols.

### Selecció sub-20
Fou convocat per Walter Perazzo per al Sud-americà 2011, disputat a Arequipa (Perú), alternant titularitat en alguns partits. Arribà a jugar set partits (quatre com a titular), en què marcà un gol, aconseguint la classificació a la Copa del Món de futbol sub-20 de Colòmbia.

### Gols internacionals
| 1 | Estadi Tierra de Campeones, Xile                       | Veneçuela | 2-0 | 2-0 | Copa d'Amèrica del Sud sub-17 del 2009 |
| 2 | Estadi Tierra de Campeones, Xile                       | Xile      | 2-1 | 3-1 | Copa d'Amèrica del Sud sub-17 del 2009 |
| 3 | Estadi Tierra de Campeones, Xile                       | Uruguai   | 1-0 | 2-0 | Copa d'Amèrica del Sud sub-17 del 2009 |
| 4 | Estadi Abuya Nigèria                                   | Hondures  | 1-0 | 1-0 | Copa del Món de futbol sub-17 del 2009 |
| 5 | Estadi Abuya Nigèria                                   | Alemanya  | 2-1 | 2-1 | Copa del Món de futbol sub-17 del 2009 |
| 6 | Estadi Gateaway, Nigèria                               | Colòmbia  | 2-0 | 2-3 | Copa del Món de futbol sub-17 del 2009 |
| 7 | Estadi de la Universitat Nacional San Agustín Paraguai | Veneçuela | 1-0 | 1-1 | Copa d'Amèrica del Sud sub-20 del 2011 |
| 8 | Estadi Omnilife, Mèxic                                 | Brasil    | 1-1 | 1-1 | Jocs Panamericans del 2011             |

### Participació amb la selecció
| Torneig                                | Seu     | Resultat         |
| -------------------------------------- | ------- | ---------------- |
| Copa d'Amèrica del Sud sub-17 del 2009 | Xile    | Sub Campió       |
| Copa del Món sub-17 2009               | Nigèria | Octaus de final  |
| Copa d'Amèrica del Sud sub-20 del 2011 | Perú    | Tercer           |
| Jocs Panamericans del 2011             | Mèxic   | Medalla de plata |

## Estadístiques
| Club                       | Temporada                | Div.                     | Lliga | Lliga | Copa Nacional | Copa Nacional | Copa Internac. | Copa Internac. | Total | Total | Prom. · |
| Club                       | Temporada                | Div.                     | Part. | Gols  | Part.         | Gols          | Part.          | Gols           | Part. | Gols  | Prom. · |
| -------------------------- | ------------------------ | ------------------------ | ----- | ----- | ------------- | ------------- | -------------- | -------------- | ----- | ----- | ------- |
| Boca Juniors · Argentina   | 2009/10                  | 1a                       | 1     | 0     | -             | -             | -              | -              | 1     | 0     | 0,00    |
| Boca Juniors · Argentina   | 2010/11                  | 1a                       | 9     | 1     | -             | -             | -              | -              | 9     | 1     | 0,11    |
| Boca Juniors · Argentina   | 2011/12                  | 1a                       | 9     | 0     | 2             | 1             | 3              | 0              | 14    | 1     | 0,07    |
| Boca Juniors · Argentina   | Total                    | Total                    | 19    | 1     | 1             | 1             | 1              | 0              | 24    | 2     | 0,08    |
| FC Barcelona B · Catalunya | 2012/13                  | 2a                       | 25    | 7     | -             | -             | -              | -              | 25    | 7     | 0,28    |
| FC Barcelona B · Catalunya | Total                    | Total                    | 25    | 7     | -             | -             | -              | -              | 25    | 7     | 0,28    |
| CA Tigre · Argentina       | 2013/14                  | 1a                       | 1     | 0     | -             | -             | -              | -              | 1     | 0     | 0,00    |
| CA Tigre · Argentina       | Total                    | Total                    | 1     | 0     | -             | -             | -              | -              | 1     | 0     | 0,00    |
| Total en la seva carrera   | Total en la seva carrera | Total en la seva carrera | 44    | 8     | 2             | 1             | 3              | 0              | 49    | 9     | 0,16    |